# 大野泰広
大野 泰広（おおの やすひろ、1976年11月10日 - ）は、日本の俳優。東京都荒川区出身。マセキ芸能社所属。

## 来歴・人物
- 東京経済大学経済学部経済学科卒業。同大学在学中の1997年に加藤直也（現・カトゥー）とのお笑いコンビ「ハレルヤ」を結成。「主任とカトゥー」のキャラクターでサラリーマンコントを演じていた。
- 2007年9月、ハレルヤは解散。
- 2008年 劇団・山田ジャパンの旗揚げに参加（2013年まで所属）。
- 2008年 南原清隆＆野村万蔵の「現代狂言シリーズ」に脚本と演出の助手として参加、古典狂言を土台に喜劇の原点を学ぶ。
- 2012年 自身でもプロデュース劇団「東京ミーコ」を旗上げ、脚本・演出をするなど、創作活動の幅を広げる。
- 2016年にNHK大河ドラマ『真田丸』に河原綱家役で出演。カメラテストから大抜擢され40歳のシンデレラボーイとして注目される。放送終了後、実母が日暮里で営む居酒屋「氣まぐれ」は出演者やスタッフが訪れたり、サインや撮影の思い出を集めたアルバムを置いてあることなどから、真田丸クラスタの聖地となっている。[1]
- 真田丸の出演者である迫田孝也（矢沢三十郎頼幸役）、高木渉（小山田茂誠役）と「真田家老ズ」と名乗りイベントへ参加。迫田が演じる矢沢三十郎が、松代藩筆頭家老、小山田茂誠が次席家老、河原綱家が三席ということに由来している。(「2016ファイナル・トークショーin上州真田〜岩櫃より愛をこめて〜」以降、表記は『真田カローズ』)また、放送終了後も「真田カローズ」は解散していない。
- 2017年 Amazonプライムオリジナルドラマ「ガキ☆ロック 浅草六区人情物語」の脚本を担当する（全１２話）
- 2022年 NHK大河ドラマ『鎌倉殿の13人』に足立遠元役で出演。
- 2022年 シス・カンパニー公演　三谷幸喜 作・演出 舞台「ショウ・マスト・ゴーオン」に出演。
- 現在は俳優を中心に、脚本・演出・司会・レポーター・講師など様々な『伝える仕事』をこなし、東京ケーブルネットワーク制作の「あらぶんちょ!」では番組ディレクターや編集、カメラマンなどにもチャレンジしている。[2]
- 2023年 地域×お店×俳優でつくる短編ドラマ『ストーリーズ〜あらかわ区編〜』を制作。

## 出演

### バラエティ
- 爆笑オンエアバトル（NHK）
- 爆笑レッドカーペット（フジテレビ） - キャッチコピーは『イタリアンダンディー』
- 新春ゴールデンピンクカーペット（フジテレビ） - キャッチコピーは同じく『イタリアンダンディー』
- とんねるずのみなさんのおかげでした（フジテレビ）「細かすぎて伝わらないモノマネ選手権」 - かわいい顔して毒を吐く山吹トオル
- エンタの神様（日本テレビ） - 「ジョルジ大野」としての出演、キャッチコピーは『チョイ悪の伊達男』。
- あらぶんちょ!　2003年よりレギュラー出演、コンビ解散後も二人とも出演している　東京ケーブルネットワーク

### テレビドラマ
- スティング松岡 危機一髪（2006年12月29日、フジテレビ）
- ショカツの女〜新宿西署・刑事課強行犯係（2011年1月15日、テレビ朝日） - 刑事 役
- リアル脱出ゲームTV（2013年） - 警視庁警備部所属の警官役
- ガリレオ 第2シーズン 第1話（2013年4月15日） - カメラマン 役
- HERO 最終話（2014年9月22日、フジテレビ） - 小笠原 役
- 探偵の探偵 第9話（2015年9月3日、フジテレビ）
- 新春スペシャルドラマ 坊ちゃん（2016年1月3日、フジテレビ） - 体育教師 役
- 連続ドラマW きんぴか（2016年2月13日-3月12日、WOWOW） - 解剖医 役
- 大河ドラマ
  - 真田丸（2016年、NHK） - 河原綱家　役
  - 鎌倉殿の13人（2022年、NHK） - 足立遠元 役
- 警視庁南平班〜七人の刑事〜（2017年5月15日、TBS） - 新聞店店長・増川欣也 役
- 土曜時代ドラマ 悦ちゃん〜昭和駄目パパ恋物語〜（2017年7月15日 - 9月16日、NHK） - 佐藤 役
- ラブホの上野さん season2（2017年10月25日、フジテレビ） - 劇団員 飯田 役
- 風雲児たち〜蘭学革命（れぼりゅうし）篇〜（2018年1月1日、NHK） - 大槻玄沢 役[3]
- NHK特集ドラマ「どこにもない国」前編（2018年3月24日、NHK） - 引揚者 安部 役
- 連続テレビ小説「半分、青い。」（2018年4月28日 - 、NHK） - ガーベラ編集部 小杉誠 役[4][5][6]
- グッド・ドクター（2018年7月12日、フジテレビ）第一話 - 男性医師 役
- 警視庁・捜査一課長スペシャル（2018年7月15日、テレビ朝日） - 猪瀬保育園長 役
- ドラマスペシャル「東野圭吾 手紙」（2018年12月19日、テレビ東京） - 真芝電機店長 役
- LIFE！スペシャル 忍べ右左ヱ門（2018年12月19日、NHK総合） - 見張り 役
- 連続テレビ小説「なつぞら」（2019年9月12日 - 、NHK） - マコプロダクション 制作進行 石沢裕也 役
- ちむどんどん (2022年9月28日、NHK） - 運天進 役
- 月食の夜は（2023年3月25日、NHK総合）[7]
- 育休刑事 第3話（2023年5月2日、NHK総合・NHK BS4K） - 茶木まさる 役
- ペットドクター花咲万太郎の事件カルテ2〜お隣さんは殺人犯!?〜（2023年12月29日、BS-TBS） - 青柳秀夫 役
- 不適切にもほどがある! 第4話（2024年2月16日、TBS） - ドラマ監督 役
- 花咲舞が黙ってない 第3シリーズ 第3話（2024年4月27日、日本テレビ） - 西原清孝 役[8]
- 法廷のドラゴン 最終話（2025年3月7日、テレビ東京） - 高槻博信 役[9]

### 舞台
- 劇団太陽「江戸百景」（2003年1月）
- MK-BOXプロデュース＃04「世にも不思議なおしいれ裁判」（2006年6月）
- スプーキーズ「お盆に還る人たちへ　2006〜吉祥寺からメイドを思ふ〜」（2006年7月）
- MK-BOXプロデュース＃05「人生大爆走」（2006年11月）
- 劇団東京サギまがい若手公演「カーブ」(若手演出家コンクール2006優秀賞受賞作品)（2006年11月）
- 劇団東京サギまがい若手公演「まっすぐな道でも嬉しい」（2007年2月）
- MK-BOXプロデュース＃06「世にも不思議な死神裁判」（2007年4月）
- 銀河急行「メランコリーロボット」（2007年6月）
- 劇団東京サギまがい「こんばんは森推一です。」（2007年6月）
- 劇団江戸川プリンセス「東京タイタニック」（2007年9月）
- ジャングルベルシアター「草薙の風」（2007年11月）
- A・i Produce「デ・ブレイド」（2008年4月）
- 山田ジャパン①「ゲーセン下ル」（2008年6月）
- 「現代狂言III」（2008年10月）
- MSK「ポンチピープル」（2008年11月）
- ATTEMTION PLEASE!「コレナンダパンダ」（2008年11月）
- 「DEATH Of A Samurai」（2008年12月）
- 「現代狂言III」（2009年2月）
- スプーキーズ「SPY」（2009年3月）
- 松竹座「喜劇　耳かきお蝶」（2009年4月）
- 山田ジャパン③海を渡れ!元通りを目指して!」（2009年5月）
- 「ファミリー狂言」（2009年7月）
- 「現代狂言III」　北海道ツアー（2009年7〜8月）
- ジャングルベルシアター「サラマンドラの虹」（2009年9月）
- ユニバーサルプロデュース「愛子と玲子」（2009年10月） - 脚本・演出
- Dancing☆STARS「Weding dancing happening」（2009年10月）
- 山田ジャパン④「八つ当たりに丁度いい顔」（2009年10月）
- A・Iプロデュース番外公演「鍋奉行の乱」（2009年12月）
- 山田ジャパン⑤「ソリティアが無くなったら　この世は終わり」（2010年3月）
- 松竹座・御園座「愛、時を超えて、遥かなる時空の運命」（2010年6〜7月）
- 山田ジャパン⑥「あそび」（2010年7月）
- 「南総雇われ派遣伝　－南房総、時折暴走。－」（2010年8月）
- 演劇企画　由木事務所 第33回公演「操縦不能」（2010年10月）
- 山田ジャパン⑦「2WEEKコンタクト　~まだ使えると思ふ~」（2010年10月）
- 「現代狂言V」（2011年2月）
- 山田ジャパン⑧「いいえ、ヴィンテージです。」（2011年4月）
- 劇団6番シード「関ヶ原でダンス」（2011年5月）
- 気晴ラシBOYS第一回公演「龍馬がいっぱい」（2011年8月）
- 山田ジャパン⑨「淵の字になって寝る」（2011年9月）
- 新・愛子と玲子（2011年10月18日、吉祥寺スターパインズカフェ） - 脚本・演出
- 気晴らしボーイズ第2回公演「ろくでなしコーラス」（2011年11月）
- 「現代狂言VI」（2012年2〜3月）
- 山田ジャパン⑩「盗聴少年」（2012年3〜4月）
- 劇団6番シード「ふたりカオス」（2012年5月）
- 「ファミリー狂言会」山形県米沢公演（2012年8月）
- 東京ミーコ#1「いい嘘、悪い嘘」（2012年8〜9月） - 脚本・演出
- ラムネ☆天色堂「わくらば」（2012年11月）
- 「ファミリー狂言会」喜多方公演（2013年1月）
- 「現代狂言VII」（2013年2〜3月）
- 東京ミーコ#2「男女7…8人婚活物語」（2013年6月） - 脚本・演出
- 東京ミーコ#3「あいうえお〜下町商店街物語〜」（2014年4月） - 脚本・演出
- 東京ミーコpresents「コメディライン」（2014年9月） - 脚本・演出
- 東京ミーコ#4「ゴースト・レストラン」（2015年7月） - 脚本・演出
- 電動夏子安置システム「場違いの一日前」（2017年3月29日～4月2日） - 客演
- 南原清隆「キャラクターズライブ」（2017年10月14日、15日）
- 古今狂言会（2018年3月17日 大濠公園能楽堂）（2018年3月18日 国立能楽堂）
- ひとり芝居まつり「小林四十のひとりでやってみた vol.1」構成（2018年3月19日 シアターグリーン）
- オハヨウ劇場40分！「茅場町のパズル」（2018年8月1日、10日、29日 CAFE SALVADOR BUSINESS SALON） - ゲスト
- Collabo Café（2018年10月27日、28日 アトリエファンファーレ高円寺）
- NHK宇都宮放送局開局75周年記念 とちラブ朗読劇「コミチャン！」（2019年3月17日） - 脚本
- 劇団6番シード「未来切符～ミライとカコの6つの物語～」（2019年5月1〜6日 LinkIcon下北沢GEKI地下リバティ） - 東京公演のみ
- GORIZO STAGE Vol.2 「エドアス！～大江戸キック・アス！～」（2019年12月18日～23日 浅草九劇）
- Stokes/Park 2nd「フィルタリング」（2020年1月29日～2月2日 下北沢　OFF・OFFシアター）

### 映画
- 「ピーナッツ (映画)」（監督：内村光良）
- 「ミューズの鏡　劇場版」（監督：福田雄一）
- 青春ディスカバリーフィルム～どこだって青春編～ 短編映画「500円の後悔」（監督・脚本：中前勇児）2017年秋頃公開予定
- 「ペテン狂騒曲」（監督：松本了監督）[10]
- 「他人は地獄だ」（監督：児玉和土）[11]

### CM
- ダイハツ ムーヴ「ムーヴ開発者　渡部篤郎」篇
- 日立 洗濯乾燥機CM「AI お洗濯で頼れるハピネス」篇

### イベント
- 藍井エイル「エイルランドオープン３周年記念!!　大感謝イベント１部」2016年8月13日 - MC
- 真田の郷スペシャルトークショー（上田創造館文化ホール）2016年8月6日 - ゲスト
- 第32回真田まつり夏の陣「真田三代花火」2016年8月6日 - ゲスト
- コサナpresentsギネス世界記録挑戦「世界一大きな手話教室」（大田区総合体育館メインアリーナ）2016年10月8日 - MC
- 第35回上田真田まつり「真田一族と家臣団スペシャルパレード」[12] - ゲスト
- LINE LIVE 「足立佳奈の歌でみんなで笑顔になろう！」 - MC
- 「チャレフェス 演劇祭 2017」交感ひろば（全労済ホール／スペース・ゼロ）2017年8月9日 - 制作、総合司会
- NHK正月時代劇「風雲児たち～蘭学革命篇～」カウントダウン・トーク！ in 佐賀（2017年12月30日、佐賀文化会館　中ホール） - MC
- NHK正月時代劇「風雲児たち～蘭学革命篇～」放送前日プレミアムトーク！ in 中津（2017年12月31日、中津市文化会館　大ホール）
- 山家神社 節分祭（2018年2月3日、2019年2月3日、2020年2月3日 山家神社） - ゲスト
- 清流の国ぎふ東美濃プロモーション in ＫＩＴＴＥ（2018年7月21日、22日、28日、29日） - 司会
- 超Ｗ凱旋トークショー（2018年8月11日、東吾妻町コンベンションホール） - サプライズゲスト[13]
- ヲタルフェス（2018年8月26日、渋谷grad） - 作家
- 真田塾トークイベント（2018年9月29日、真田中央公民館） - ゲスト
- 石舟自治会トークイベント&サイン会（2018年9月29日、石舟公民館） - ゲスト
- カロフェス in TOKYO 2018（2018年9月30日、日暮里サニーホール コンサートサロン） - スペシャルゲスト
- とちラブトークライブ 栗原英雄×村上新悟 ～表現者たち～（2018年11月18日、城址公園ホール（壬生中央公民館）大ホール）- サプライズゲスト
- 足立区ろう者協会 創立70周年記念大会（2018年11月25日、ギャラクシティ西新井文化ホール） - ゲスト
- 鹿教湯温泉 しあわせポールdeアクティブ ウォーキングフェスタ（2019年11月10日、鹿教湯温泉） - ゲスト

### その他
- ForActors1月号 〜俳優 大野泰広〜
- 総合診療医ドクターG　（NHK総合、2017年2月15日「三大疾病スペシャル『脳卒中』」） - 再現VTRの医師役
- ガキ☆ロック　（amazonプライム・ビデオ、2017年4月14日配信開始） - 脚本
- ＡＢＵアジア子どもドラマシリーズ2017〜2019年 （Eテレ） - アブちゃんの声
- MV「追憶の体温」二人目のジャイアン
- 僕の手を売ります（2023年10月27日 - 、FOD・Amazon  Prime Video）[14]